# Theliopsyche tallapoosa
Theliopsyche tallapoosa is een schietmot uit de familie Lepidostomatidae. De soort komt voor in het Nearctisch gebied.